# آدلاید کین
آدلاید کین (انگلیسی: Adelaide Kane؛ زادهٔ ۹ اوت ۱۹۹۰) یک هنرپیشه، اهل استرالیا است. وی از سال ۲۰۰۷ میلادی تاکنون مشغول فعالیّت بوده‌است. او در مجموعهٔ تلویزیونی حکومت نقش ماری یکم اسکاتلند ایفا کرد؛ همچنین نقش درزیلا را در سریال روزی روزگاری به تصویر کشید. از جمله فعالیت‌های او، می‌توان به سریال teen wolf نیز اشاره کرد. او در نقش ملکه اسکاتلند بسیار تأثیر گذار نقش آفرینی کرده‌است.

## زندگی شخصی
کین در کلرمونت، حومه پرث، استرالیای غربی به دنیا آمد.  پدر اسکاتلندی او اصالتا اهل گلاسکو بود، در حالی که مادرش استرالیایی اسکاتلندی، ایرلندی و فرانسوی تبار است.
والدین کین زمانی که او هفت ساله بود طلاق گرفتند و او و برادرش توسط مادر مجرد خود بزرگ شدند. هنگامی که او به گروه بازیگران Neighbours پیوست، او و مادرش به ملبورن نقل مکان کردند، در حالی که برادر و ناپدری او در پرث ماندند. او همچنین برای مدت کوتاهی در نیوزیلند زندگی کرد. در سپتامبر 2009، در سن 19 سالگی، کین به ایالات متحده نقل مکان کرد تا در لس آنجلس حرفه بازیگری را دنبال کند.

## فیلم‌شناسی و افتخارات
آدلاید کین به عنوان یکی از زیباترین زنان جهان در لیست جهانی BWC ثبت شده‌است.
فیلم‌شناسی
فیلم نقش سال
پاور رنجر تینا ۷ ۲۰۰۹
راز کوهستان جیدآن‌جیمز ۲۰۱۰
خیلی سخت شارلی ۲۰۱۱
پاس دونر نیکول ۲۰۱۱
پاکسازی زوئی‌سادین ۲۰۱۳
ده گرگ کورا هالی ۲۰۱۱–۲۰۱۷
بلندترازدنیاها استفانی فاری ۲۰۱۳
سلطنت ملکه ماری یکم اسکاتلند ۲۰۱۳–۲۰۱۷
قلمرو کلارا دانیس ۲۰۱۵
عشقم‌فروشی‌نیست لیلی ۲۰۱۷
روزی روزگاری درزیلا ۲۰۱۱–۲۰۱۸
Omertà لا پرینسی‌پسا ۲۰۲۰
گناه کیهانی فیونا آردنه ۲۰۲۱
آناتومی گری ۲۰۲۲